# Tabakanbau auf Kuba
Der Tabakanbau und die Zigarrenproduktion auf Kuba bilden eine durchgängige Produktionskette.

## Anbau
In Kuba gibt es vier Hauptanbaugebiete für Tabak. Diese sind zum einen das Vuelta Abajo, Semi Vuelta, Partido und das Vuelto Arriba (nochmals unterteilt in Remedios und Oriente). Dabei war die Region Vuelta Abajo schon immer die Region mit den besten klimatischen Voraussetzungen.
Diese vier Haupttabakanbaugebiete haben sich seit der Kultivierung der Tabakpflanze herauskristallisiert und sich nicht verändert oder verlagert. Die gesamte Tabakanbaufläche in Kuba beträgt 16.400 Hektar (2011).  In Kuba werden zwei Sorten von Tabakpflanzen kultiviert: die Corojo-Pflanze sowie die Criollo-Pflanze. Der Unterschied der Pflanzen liegt im Geschmack. Während die nicht so intensiv schmeckende Corojo-Pflanze auf Grund ihrer Größe fast ausschließlich für Deck-, Einlage- und Umlageblätter genutzt wird, verwendet man den obersten Teil (Ligero) der kräftigeren und intensiveren Criollo-Pflanze für den inneren Teil einer Zigarre. Die Criollo-Pflanze ist dabei die ursprünglichste Tabakpflanze in Kuba.  Die Tabakpflanze gehört zu der Familie der Nachtschattengewächse. Für die Tabakgewinnung werden ausschließlich diejenigen Blätter der Pflanze verwendet, welche Blüten haben. Die Anbausaison beginnt schon im Juni/Juli mit der Bearbeitung und Umgrabung der Böden. Dies dient der Sauerstoffzufuhr und fördert die Nährstoffaufnahme der Böden. Da in Kuba geeignete Maschinen nicht hergestellt werden und diese schwer auf die Insel Kuba zu transportieren sind, wird hierbei auf das schon seit Jahrhunderten bewährte Verfahren des Umpflügens durch Ochsen zurückgegriffen. Das Saatgut und der Dünger werden vom Staat gestellt. Anfang September beginnt man mit dem Vorzüchten der Samen, bis sie etwa 20 cm groß sind. Danach werden sie in Reihen auf das Feld gesetzt. Nach 45 bis 50 Tagen sind die Pflanzen zwischen einem und zwei Meter hoch. Wichtig bei der Aufzucht von Tabakpflanzen ist das ständige Entfernen der Blüten.

## Ernte
Die Ernte der Tabakblätter beginnt im Januar und dauert mehrere Wochen, weil es mehrere Durchgänge gibt und nicht an einem Tag alles geerntet werden kann. Bei der Ernte wird jedes Tabakblatt sorgsam geprüft. Dabei sind die Größe und die Reife von Bedeutung. Diese Begutachtung der Tabakblätter kann bis zu ca. 150-mal durchgeführt werden. Der Grundstock der Tabakpflanzen pro Bauer beträgt ca. zwischen 25.000 und 40.000 Pflanzen.

## Trocknung
Die geernteten Blätter werden mit Fäden zu Bündeln genäht und auf Holzstangen aufgehängt. Durch viele Überlieferungen hat sich herausgestellt, dass es am besten ist, wenn das Dach aus Palmblättern besteht. Die Palmblätter lassen einen perfekten Gasaustausch zu. Des Weiteren ist wichtig, dass die Temperatur und die Luftfeuchte in den Trocknungshütten für Tabakblätter reguliert werden. Dafür sind kleine Holzfenster angebracht. Nach 45 bis 60 Tagen verändert der Trockenvorgang das Blatt. Es verliert an Volumen und nimmt von grün über gelb einen goldbraunen Farbton an. Auch hier werden die Tabakblätter täglich von Fachleuten kontrolliert und im Schnitt ca. 6-mal umgehängt.

## Fermentation
Dringend notwendig für eine gute Qualität einer Zigarre ist die Fermentation. Dabei werden Fremdstoffe aus den Tabakblättern ausgeschwitzt.  Es wird in zwei Fermentationsschritten untergliedert.  Die Tabakblätter werden in großen Ballen in die nächstgelegenen Fermentationshäuser gebracht. Dort werden durch ein geschultes Auge vorab die Blätter in unterschiedliche Qualitäten sortiert. Dabei wird vorsichtig die Mittelrippe des Blattes entfernt und anschließend werden sie zu Haufen gestapelt. In diesem Schritt entfaltet der Tabak sein Aroma. Wichtig hierbei ist, dass der Tabak mehrere Male umgeschichtet wird um Fäulnis und Verderben der Ware auszuschließen. Ab der Produktionsstufe Fermentation liegt alles unter staatlicher Kontrolle und ist nicht mehr in privater Hand. Die zweite Fermentation der Tabakblätter dient der Veredelung. Unerwünschte Stoffe wie Teer, Ammoniak und zu viel Nikotin werden bei hoher Luftfeuchte ausgeschwitzt.  Dieser Fermentationsschritt dauert ungefähr zwei bis 12 Tage.

## Lagerung
Als vorerst letzter Schritt vor der Verarbeitung zur Zigarre werden die Tabakblätter mit Palmwedeln umhüllt und bis zu 3 Jahre gelagert. Diese Lagerung dient ähnlich wie bei Whisky zur weiteren Entfaltung des Aromas. Je länger der Tabak lagert, desto besser ist die Qualität. Allerdings muss man bei Tabak darauf achten, dass er nicht „totgelagert“ wird. Irgendwann verliert er wieder an Aroma und ist zu trocken für eine gute Verwendung. Ein geschultes Auge und eine geschulte Nase erkennen am Aussehen und  am Geruch des Tabaks den perfekten Reifegrad.